# Lynter

## Lynter - Empresa de Acessoria Financeira
Lynter é uma empresa de assessoria financeira localizada no bairro Flamengo, na cidade do Rio de Janeiro, Brasil. Fundada em 2019, a Lynter oferece serviços especializados em consultoria financeira para indivíduos e empresas.

### História
A Lynter foi fundada por Helder da Silva Dourado em 2019 com o objetivo de fornecer soluções financeiras.

### Serviços
A Lynter oferece uma variedade de serviços no setor financeiro, incluindo, mas não se limitando a:
- Crédito com garantia de imóvel
- Financiamento Imobiliário
- Crédito para Condomínio
- Crédito para Construção

### Localização
A sede da Lynter está situada no Flamengo Park Towers, um complexo empresarial localizado no bairro do Flamengo, Rio de Janeiro. O escritório principal se encontra na Sala 1.502 do prédio.

### Diretor
A empresa é dirigida por Helder da Silva Dourado, um profissional do setor financeiro e fundador da Lynter.